# Peter Pan, il musical
Peter Pan, il musical è un musical tratto dal romanzo Peter e Wendy di James Matthew Barrie.
Frutto della collaborazione tra ATI II Sistina e Teatro Delle Erbe - Officine Smeraldo, il musical è una produzione totalmente italiana con un cast di 25 artisti. Il copione è scritto da Maurizio Colombi. Lo spettacolo si distingue per l'utilizzo di ricercati effetti speciali per simulare il volo di Peter Pan e per l'utilizzo di tecnologie laser per il personaggio di Trilly, nonché per le scenografie dipinte da Rinaldo Rinaldi e le animazioni digitali.
Le musiche dell'opera sono tratte dall'album Sono solo canzonette di Edoardo Bennato, e riarrangiate in versione musical dallo stesso cantautore.
La locandina dello spettacolo è un lavoro del famoso cartellonista Silvano Campeggi, detto Nano.
L'8 dicembre 2006 l'opera debutta al Teatro Augusteo di Napoli. Di grande impatto visivo e coinvolgimento, nella stagione teatrale 2006-07 è stato lo spettacolo più visto in assoluto in Italia con 135.141 spettatori.
L'opera vince nel 2006 il Premio Gassman come "miglior musical" nella stagione di riferimento.

## Trama
La trama del musical è basata fedelmente sul romanzo Peter e Wendy, scritto da James Matthew Barrie nel 1911, sebbene alcune scene o battute provengono dal film Disney.          Le canzoni sono usate dall'album Sono solo canzonette di Edoardo Bennato.
Atto primo
La scena si apre in un parco di inizio XX secolo a Londra ( Overture). Un cantastorie si presenta nei Giardini di Kensington , invitando i bambini ad ascoltare i suoi magici racconti e di lasciarsi travolgere dalla fantasia ( Ma che sarà ). I genitori dei ragazzi sono però contrari al modo del cantastorie, pensando che non fa altro che distrarre i bambini dallo studio e riempendo loro la testa di schiocce fantasie. Chiamano quindi un carabiniere per portarlo via e si mettono tutti insieme d'accordo per denunciarlo. Anche il severo signor Agenore Darling e sua moglie Mary sono coinvolti nella situazione, pensando che il cantastorie non facci altro che fissare i loro tre figli. La sorella di Agenore, Lucy, invece, non trova la situazione grave, dicendo che sono semplici favole per intrattenere (Tutti insieme lo denunciamo).
I signori Darling tornano a casa per prepararsi per una festa, e trovano i figli minori John e Michael a giocare con le spade, fingendosi rispettivamente Capitan Uncino e Peter Pan, un bambino destinato a non crescere mai. Storie che hanno imparato dalla sorella maggiore Wendy. Il signor Darling, allora, rimprovera severamente Wendy, dicendole che deve crescere ed essere una signorina, e che tra un po' lascerà la stanza dei bambini  . Poi, mette il cane domestico-tata dei bambini, Nana, a dormire fuori nella cuccia, come punizione di avergli rubato una scarpa e averla messa nella credenza. Mary consola i figli cantando loro una ninna nanna (Fantasia) e li mette a dormire. Mentre i genitori escono, Mary parla ad Agenore che Wendy gli ha parlato di un'ombra che ha trovato, quella di Peter Pan, il signor Darling, allora stufo, dichiara aspramente che Peter Pan non esiste.
Durante la notte, mentre i bambini dormono, il vero Peter Pan, accompagnato dalla piccola fata Trilli, si intrufola in casa entrando dalla finestra, per riprendersi la sua ombra strappata dal cane Nana notti prima mentre ascoltava le storie di Wendy. Dopo un esilarante lotta con l'ombra, Peter sveglia accidentalmente Wendy. I due fanno amicizia e la bambina gli ricuce l'ombra con un filo, scatenando subito la gelosia di Trilli. Quando Peter viene a sapere che Wendy sta per crescere, le parla allora dell'Isola che non c'è: la sua casa. Un luogo dove non si cresce mai, popolato da indiani, pirati e sirene, nonché per fare da mamma sia a lui che I Bimbi Sperduti (L'isola che non c'è). Wendy accetta di scappare sull'Isola e sveglia anche John e Michael per venire insieme a lei. Peter insegna ai bambini tutto ciò che c'è da sapere e sul suo stile di vita (Sono solo canzonette), poi insegna ai bambini come si vola: con la polvere magica di fata di Trilli e con un po' di fantasia e pensieri felici. Insieme volano nel cielo e nello spazio, fino a raggiungere un varco che li trasporta sull'Isola che non c'è (Il volo).
Il gruppo scorge la Jolly Roger di Capitan Uncino, capitano di una temibile ciurma di pirati che trama di vendicarsi di Peter Pan per avergli mozzato una mano e averla data da mangiare a un coccodrillo, che da quel giorno si è messo sulle tracce del Capitano, ma Uncino lo sente arrivare grazie al ticchettio di una sveglia che il rettile ha mangiato tempo addietro (Il rock di Capitano Uncino). Spugna, il suo nostromo anziano, accetta di catturare con lui Giglio Tigrato, la figlia del capo indiano per sapere la collocazione del nascondiglio di Peter Pan. Spugna si sente maltrattato e comandato dal capitano, ma sa che deve stare ai suoi ordini, incoraggiato dalla ciurma ( Dopo il liceo che potevo fare).
Atto secondo
Nel bosco, I Bimbi Sperduti, banda di Peter Pan e ragazzi caduti per sbaglio dalla carrozzine da piccoli per poi essere portati all'Isola che non c'è (che si chiamano rispettivamente Pennino, Bombolone, i gemelli e Pochino), si divertono e aspettano il ritorno del loro capo, mentre fanno attenzione agli "animali feroci". Arriva Trilli, che ordina loro di sparare, per ordine di Peter, a un "uccello Wendy". I bambini riescono a fare prendere alla ragazza volante una freccia e a farla cadere a terra svenuta, ma fortunatamente si salva. Peter, dopo aver saputo del accaduto, rimprovera e bandisce temporaneamente Trilli. I ragazzi accolgono la loro nuova mamma (Viva la mamma), poi, mentre Peter porta Wendy a vedere Le Sirene, John guida una spedizione per dare la caccia agli indiani, ma vengono catturati loro stessi. Il Grande Capo vuole sapere dove è stata portata Giglio Tigrato, che è stata rapita da Capitan Uncino, ma che viene riportata sana e salva da Peter Pan. Gli indiani dunque festeggiano ( Non so darti torto ragazzino).
Una volta giunti nel nascondiglio segreto, Wendy racconta una fiaba ai bambini ( Ogni favola è un gioco). Poi, comincia a sentire la nostalgia di casa, Peter allora le racconta di quando da bambino scappò di casa, e quando torno, vide la finestra chiusa e nel suo letto un altro bimbo, ed esprime la sua riluttanza sul mondo degli adulti ( Quando sarai grande). Wendy prova a spiegargli che crescere non è male e che desidera trovare amore in lui ( Afferrare una stella), ma poi è costretta a salutarlo e a partire con i suoi fratelli e I Bimbi Sperduti verso Londra.
Capitan Uncino e i suoi pirati riescono a rapire i ragazzi e il crudele uomo scende nella tana, per sostituire la medicina per Peter lasciatagli da Wendy, con un forte veleno. Peter non ascolta gli avvertimenti di Trilli, che, per salvarlo beve la pozione fatale al posto suo e comincia a spegnersi. Peter si pente e chiede direttamente al pubblico di battere le mani ed urlare " io credo nelle fate" per riportarla in vita ( Io credo alle fate). La fatina si risveglia e insieme a lei si reca alla Jolly Roger.
Uncino spaventa e manipola i ragazzi ( Che paura che fa Capitan Uncino e Nel Covo dei pirati), ordinando che devono unirsi a lui. Ma Wendy, rifiuta, e raccontando ai pirati una storia dice che Peter Pan verrà presto a salvarli. Uncino le rivela che Peter è morto e si prepara per buttare i ragazzi giù dalla passerella, ma Peter e Trilli arrivano e inizia lo scontro finale ( Il duello). Uncino, dopo aver provato a lanciare una bomba che viene buttata in mare da Peter, si arrende e proclama vendetta, ma Peter, chiama il famelico coccodrillo, che fa fuggire via definitivamente Uncino ( Rockcoccodrillo).
I signori Darling, Nana e zia Lucy sono sempre più disperati per la scomparsa dei figli, ma continuano a tenere la porta della finestra aperta. Peter, non volendo però che Wendy vada via, prova a chiuderla. Wendy e i suoi fratelli tornano a casa tra le braccia dei genitori, che accettano di tenere con loro I Bimbi Sperduti, più Spugna, che si scopre essere il primo perduto figlio di Agenore( Ogni favola è un gioco ( Ripresa) e Io credo alle fate ( ripresa)). Peter, in un ultimo commovente addio a Wendy dalla finestra, le promette che tornerà presto.

## Numeri musicali
Atto I
- Ouverture (strumentale)
- Ma che sarà
- Tutti insieme lo denunciamo
- Fantasia
- Sono solo canzonette
- L'isola che non c'è
- Il volo (strumentale)
- Il rock di capitano uncino
- Dopo il liceo che potevo fare

Atto II
- Viva la mamma
- Non so darti torto ragazzino (medley il gioco continua)
- Ogni favola è un gioco
- Quando sarai grande
- Afferrare una stella
- Io credo alle fate*
- Che paura che fa capitano uncino
- Nel covo dei pirati
- Il duello (strumentale)
- Rockcoccodrillo
- Ogni favola è un gioco (Ripresa)
- Io credo alle fate (Ripresa)**

(*) Il brano "io credo alle fate" è la versione musical del pezzo di Bennato "La Fata" e non è presente nel CD. Viene cantata da Peter Pan nel momento recitato nel quale Trilli ha bevuto il veleno al posto di Peter Pan.
(**) In alcune edizioni del musical è questo il brano che viene cantato coralmente alla fine invece di "Ogni favola è un gioco".

## Cast
| Personaggi             | Cast 2006/2007         | Cast 2008/2009          | Cast 2011/2013           | Cast 2016         | Cast 2017           | Oman 2018           | Cast 2018         | Cast 2019          | Cast 2023/2024                                     | Cast estate 2024                                   | Cast 2024/2025         |
| ---------------------- | ---------------------- | ----------------------- | ------------------------ | ----------------- | ------------------- | ------------------- | ----------------- | ------------------ | -------------------------------------------------- | -------------------------------------------------- | ---------------------- |
| Peter Pan              | Manuel Frattini        | Massimiliano Pironti    | Manuel Frattini          | Giorgio Camandona | Giorgio Camandona   | Giorgio Camandona   | Giorgio Camandona | Carlotta Sibilla   | Leonardo Cecchi / Gioacchino Inzirillo (Alternate) | Leonardo Cecchi / Gioacchino Inzirillo (Alternate) | Luca Nencetti          |
| Capitan Uncino/Agenore | Claudio Castrogiovanni | Nicolas Tenerani        | Pietro Pignatelli        | Maurizio Colombi  | Pietro Pignatelli   | Pietro Pignatelli   | Emiliano Geppetti | Emiliano Geppetti  | Giò di Tonno                                       | Lorenzo Tognocchi                                  | Claudio Castrogiovanni |
| Wendy                  | Alice Mistroni         | Martha Rossi            | Martha Rossi             | Marta Belloni     | Martha Rossi        | Martha Rossi        | Martha Rossi      | Martha Rossi       | Martha Rossi                                       | Martha Rossi                                       | Martha Rossi           |
| Spugna                 | Riccardo Peroni        | Ugo Conti               | Jacopo Pelliccia         | Max Cavallari     | Mimmo Chianese      | Jacopo Pelliccia    | Jacopo Pelliccia  | Jacopo Pelliccia   | Renato Converso                                    | Renato Converso                                    | Renato Converso        |
| John                   | Angelo Di Figlia       | Daniele Carta Mantiglia | Nikolas Lucchini         | Laura Fiorini     | Laura Fiorini       | Giuseppe Brancato   | Giuseppe Brancato | Giuseppe Brancato  | Laura Fiorini                                      | Laura Fiorini                                      | Laura Fiorini          |
| Michael                | Gianluca Grecchi       | Nikolas Lucchini        | Daniela Simula           | Giorgia Arena     | Giorgia Arena       | Daniela Simula      | Raffaella Alterio | Raffaella Alterio  | Raffaella Alterio                                  | Raffaella Alterio                                  | Raffaella Alterio      |
| Giglio Tigrato         | Loredana Fadda         | Loredana Fadda          | Ilaria De Rosa           | Daniela Pobega    | Pamela Scarponi     | Angelina Roz        | Pamela Scarponi   | Silvia Scartozzoni | Martina Attili                                     | Maklin                                             | Carlotta Sibilla       |
| Mrs Darling            | Paola Giacometti       | Valentina Corrao        | Valentina Corrao         | Ilaria Fioravanti | Pamela Scarponi     | Ilaria Fioravanti   | Pamela Scarponi   | Silvia Scartozzoni | Martina Attili                                     | Erika Zanoncelli                                   | Carlotta Sibilla       |
| Pennino                | Fiorella Nolis         | Beatrice Mondin         | Juan Maria Carrillo      | Manuel Mercuri    | Massimo Finocchiaro | Massimo Finocchiaro | Ilaria Antinori   | Ilaria Antinori    | Sofia Pavani                                       | Sofia Pavani                                       | Sofia Pavani           |
| Bombolone              | Juan Maria Carrillo    | Marta Gimigliano        | Samanta Bellaria         | Samanta Bellaria  | Samanta Bellaria    | Samanta Bellaria    | Samanta Bellaria  | Samanta Bellaria   | Britney Kayle Badilla                              | Elisa Giunta                                       | Elisa Giunta           |
| Gemelli                | Valentina Facchetti    | Erika Arosio            | Giorgia Ferrara          | Valeria Ianni     | Valeria Ianni       | Valeria Ianni       | Federica Laganà   | Federica Laganà    | Manuel Primerano                                   | Manuel Primerano                                   | Manuel Primerano       |
| Gemelli                | Noemi Farini           | Pamela Buggiani         | Monica Ripamonti         | Carlotta Sibilla  | Carlotta Sibilla    | Carlotta Sibilla    | Carlotta Sibilla  | Valeria Ianni      | Domiziano Toniolo                                  | Domiziano Toniolo                                  | Domiziano Toniolo      |
| Pochino                | Dario Cuzzupoli        | Valentina Facchetti     | Fiorella Nolis           | Viola Zanotti     | Viola Zanotti       | Viola Zanotti       | Viola Zanotti     | Viola Zanotti      | Sara Portaro                                       | Sara Portaro                                       | Sara Portaro           |
| Zia Lucy               | Loredana Fadda         | Loredana Fadda          | Ilaria De Rosa           | N.D.              | Samanta Bellaria    | Samanta Bellaria    | Samanta Bellaria  | Samanta Bellaria   | Sara Portaro                                       | Sara Portaro                                       | Sara Portaro           |
| Tata Callas            | N.D.                   | N.D.                    | N.D.                     | Daniela Pobega    | N.D.                | N.D.                | N.D.              | N.D.               | N.D.                                               | N.D.                                               | N.D.                   |
| Cantastorie*           | Massimiliano Nardi**   | Giorgio Colnaghi        | Marco Vesica (2012/2013) | Marco Di Palma    | Marco Di Palma      | Marco Di Palma      | Marco Di Palma    | Marco Di Palma     | Lorenzo Tognocchi                                  | Maurizio Colombi                                   | Lorenzo Tognocchi      |